# Апелов низ
Апелов низ представља низ полинома, који задовољавају идентитет:
{\displaystyle {d \over dx}p_{n}(x)=np_{n-1}(x),}
Добили су име по француском математичару Паулу Апелу. Поред тривијалнога примера 
{ xn } у Апелов низ спадају између осталих Ермитеови полиноми, Лагерови полиноми, Бернулијеви полиноми и Ојлерови полиноми.

## Еквивалентни услови
Постоји више еквиувалентних услова за Апелов низ:
- За n = 1, 2, 3, ..,

{\displaystyle {d \over dx}p_{n}(x)=np_{n-1}(x)}
и p0(x) је константа различита од нуле;
- За неке низове {cn}n = 0, 1, 2, ... уз 'c0 ≠ 0,

{\displaystyle p_{n}(x)=\sum _{k=0}^{n}{n \choose k}c_{k}x^{n-k};}
- За исте низове скалара,

{\displaystyle p_{n}(x)=\left(\sum _{k=0}^{\infty }{c_{k} \over k!}D^{k}\right)x^{n},}
где је
{\displaystyle D={d \over dx};}
- За n = 0, 1, 2, ..,

{\displaystyle p_{n}(x+y)=\sum _{k=0}^{n}{n \choose k}p_{k}(x)y^{n-k}.}

## Рекурзија
Претпоставимо
{\displaystyle p_{n}(x)=\left(\sum _{k=0}^{\infty }{c_{k} \over k!}D^{k}\right)x^{n}=Sx^{n},}
где последња једнакост дефинише линеарни оператор S на простору полинома по x. Нека је инверзни оператор:
{\displaystyle T=S^{-1}=\left(\sum _{k=0}^{\infty }{c_{k} \over k!}D^{k}\right)^{-1}=\sum _{k=1}^{\infty }{a_{k} \over k!}D^{k}}
Тада су ak реципрочни коефицијенти, тако да је
{\displaystyle Tp_{n}(x)=x^{n}.\,}
Може да се дефинише:
{\displaystyle \log T=\log \left(\sum _{k=0}^{\infty }{a_{k} \over k!}D^{k}\right)}
користећи уобичајен развој функције log(1 + x), па се добија:
{\displaystyle p_{n+1}(x)=(x-(\log T)')p_{n}(x).\,}

## Подгрупа Шеферових полинома
Скуп свих Апелових низова затворен је за операције умбрал композиције низова полинома.
Препоставимо да су задана два полиномна низа { pn(x) : n = 0, 1, 2, 3, ... } и { qn(x) : n = 0, 1, 2, 3, ... } и да су дана са:
{\displaystyle p_{n}(x)=\sum _{k=0}^{n}a_{n,k}x^{k}\ {\mbox{i}}\ q_{n}(x)=\sum _{k=0}^{n}b_{n,k}x^{k}.}
Онда је умбрал композиција p o q полиномни низ чији је n-ти члан дан са:
{\displaystyle (p_{n}\circ q)(x)=\sum _{k=0}^{n}a_{n,k}q_{k}(x)=\sum _{0\leq k\leq \ell \leq n}a_{n,k}b_{k,\ell }x^{\ell }}
Шеферов низ је некомутативна група, тј није Абелова група. Међутим скуп свих Апелових низова је Абелова подгрупа Шиферове групе. 